# شتاپلفلد
شتاپلفلد (به آلمانی: Stapelfeld) یک شهر در آلمان است که در شتورمارن واقع شده‌است. شتاپلفلد ۱٬۵۱۰ نفر جمعیت دارد.